# Диґово
Диґово (пол. Dygowo, нім. Degow) — село в Польщі, у гміні Диґово Колобжезького повіту Західнопоморського воєводства.
Населення — 1601 особа (2011).

## Демографія
Демографічна структура станом на 31 березня 2011 року:
|          | Загалом | Допрацездатний вік | Працездатний вік | Постпрацездатний вік |
| -------- | ------- | ------------------ | ---------------- | -------------------- |
| Чоловіки | 770     | 165                | 555              | 50                   |
| Жінки    | 831     | 176                | 504              | 151                  |
| Разом    | 1601    | 341                | 1059             | 201                  |